# Ana Emilia Lahitte
Ana Emilia Lahitte  (La Plata, 19 de diciembre de 1921 - Íd., 10 de julio de 2013) fue una escritora argentina. Sus obras son de diversos géneros, abarcando principalmente poesía, además de narrativa, teatro, ensayo y periodismo.

## Obras
- "El cuerpo".
- "Cielos y otros tiempos".
- 1947 "Sueños sin eco".
- 1952 "El muro de cristal".
- 1959 "La noche y otros poemas".
- 1962 "Madero y transparencia".
- 1962 "Veinte poetas platenses contemporáneos".
- 1966 "María de Villarino".
- 1969 "Al sur de Marzo"
- 1975 "Roberto Themis Speroni" (ensayo y antología).
- 1979 "Los abismos".
- 1980 "Los dioses oscuros".
- 1993 "El tiempo, ese desierto demasiado extendido".
- 1995 "Cinco Poetas capitales: Ballina, Castillo, Mux, Oteriño y Preler".
- 1997 "Summa (l947-l997)". Publicación de su obra completa, homenaje de la Municipalidad de La Plata.
- 2003 "Insurrecciones".
- 2006 "El padre muere".
- 2006 "Gironsiglos".

Sus obras han sido además incluidas en varias antologías, y traducidas al inglés, francés, alemán, italiano, portugués y catalán.

## Premios y distinciones
- 1980 Pluma de Plata del PEN Club Internacional.
- 1982 Puma de Oro de la Fundación Argentina para la Poesía.
- 1983 Primer Premio Nacional de Poesía (ganado por la región "Buenos Aires").
- 1994 Premio Konex, diploma al mérito.
- 1997 Premio de Literatura "Homero Manzi".
- 1999 Premio de Poesía "Esteban Echeverría".
- 2001 Declarada "Ciudadana ilustre", por la Municipalidad de La Plata.
- 2002 "Gran Premio de Honor" y "Puma de Oro", de la Fundación Argentina para la Poesía.
- 2005 Premio "Sol del Macla", del Museo de Arte Contemporáneo Latinoamericano.
- 2006 Designada "Socia Honoraria" de la SEA (Sociedad de Escritoras y Escritores de la Argentina).